# Amruthalur
Amruthalur là một mandal thuộc huyện Guntur, bang Andhra Pradesh.